# Saronno Foot-Ball Club 1923-1924
Questa voce raccoglie le informazioni riguardanti il Saronno Foot-Ball Club nelle competizioni ufficiali della stagione 1923-1924.

## Rosa
| N. |                   | Ruolo | Calciatore          |
| -- | ----------------- | ----- | ------------------- |
|    | Italia (bandiera) | D     | Gino Arlenghi       |
|    | Italia (bandiera) | C     | Astori              |
|    | Italia (bandiera) | A     | Giulio Balestrini   |
|    | Italia (bandiera) | A     | Arturo Boiocchi (I) |
|    | Italia (bandiera) | A     | Enrico Carugati     |
|    | Italia (bandiera) | A     | Pietro Crosta       |
|    | Italia (bandiera) | A     | Silvio Giannoni     |
|    | Italia (bandiera) | A     | Achille Gorla       |
|    | Italia (bandiera) | A     | Greco               |

| N. |                        | Ruolo | Calciatore           |
| -- | ---------------------- | ----- | -------------------- |
|    | Italia (bandiera)      | D     | Guido Landoni        |
|    | Italia (bandiera)      | D     | Edoardo Lietti (II)  |
|    | Italia (bandiera)      | C     | Mario Lietti (III)   |
|    | Italia (bandiera)      | P     | Pierino Mangili      |
|    | Italia (bandiera)      | A     | Vincenzo Marzorati   |
|    | Italia (bandiera)      | P     | Davide Monti         |
|    | Italia (bandiera)      | C     | Demetrio Sabatini    |
|    | Italia (bandiera)      | A     | Giovanni Semelli (I) |
|    | Regno Unito (bandiera) | A     | Smith                |